# Iskut River
Iskut River är ett vattendrag i Kanada.   Det ligger i provinsen British Columbia, i den västra delen av landet, 4 000 km väster om huvudstaden Ottawa.
Trakten runt Iskut River är nära nog obefolkad, med mindre än två invånare per kvadratkilometer.